# Fimbristylis pierotii
Fimbristylis pierotii là loài thực vật có hoa trong họ Cói. Loài này được Miq. mô tả khoa học đầu tiên năm 1865.